# Ангол
Ангол (шп. Angol) је општина у Чилеу. По подацима са пописа из 2002. године број становника у месту је био 43.801.

## Демографија
| 2002.  |
| ------ |
| 43.801 |